# بين ريشيرت
بين ريشيرت (بالعبرية: בן רייכרט‏) (25 أبريل 1994 برامات هاشارون في إسرائيل - ) هو لاعب كرة قدم إسرائيلي في مركز الوسط. شارك مع منتخب إسرائيل تحت 21 سنة لكرة القدم. أما مع النوادي، فقد لعب مع نادي مكابي تل أبيب ونادي هبوعيل تل أبيب وHapoel Nir Ramat HaSharon F.C. ‏.

## روابط خارجية
- بين ريشيرت على موقع قاعدة بيانات كرة القدم.إي يو (الإنجليزية)
- بين ريشيرت على موقع Soccerway.com (الإنجليزية)